# M-505
La M-505 es una carretera de la Red Principal de la Comunidad de Madrid (España). Con una longitud de 47,39 km, transcurre de la salida 18 de la autovía A-6 en Las Rozas de Madrid, pasando por Galapagar, El Escorial, San Lorenzo de El Escorial, Santa María de la Alameda, La Paradilla hasta el límite con la provincia de Ávila, en el municipio de Valdemaqueda.

## Historia
En 2025, la Comunidad de Madrid inició la rehabilitación del viaducto sobre el río Cofio, con un presupuesto de 5,2 millones de euros. Construido en 1977, se espera su conclusión en octubre de 2026.

## Características
La carretera no presenta muchas curvas hasta El Escorial. Luego, ésta cruza el puerto de la Cruz Verde, en el que sí las hay, hasta una recta en la que la carretera acaba, entra en Ávila y pasa a llamarse CL-505. Esta carretera tiene fama de ser la atracción de muchos motoristas, que gustan de inclinarse para tomar veloces las numerosas curvas existentes desde El Escorial hasta el puerto de la Cruz Verde, junto al que suelen aprovechar la pequeña explanada existente para aparcar, en especial los días festivos, puentes y fines de semana. 
Hasta el kilómetro 8,700, entre el acceso desde la A-6 hasta la Urbanización Molino de la Hoz, la carretera cuenta con dos calzadas independientes para cada sentido de circulación, con características propias de una autovía, aunque tres accesos en este tramo son a través de rotondas. Desde el mencionado punto kilométrico en sentido creciente de la numeración la carretera tiene características de una carretera convencional, aunque en la subida al puerto de Galapagar dispone de dos carriles en sentido ascendente, siendo el derecho para vehículos lentos.

## Tráfico
El tráfico promedio de esta carretera en 2011 se detalla en la tabla adjunta, con las cifras de vehículos diarios según cada tramo. Los primeros kilómetros de la carretera, entre la A-6 y la M-50 son los más concurridos, con 45.095 vehículos diarios y con un descenso de un 4,4 % con respecto a los datos de 2010. 
| KM     | Intensidad media diaria | % Vehículos pesados | Ubicación del P.K. de medición                                              |
| ------ | ----------------------- | ------------------- | --------------------------------------------------------------------------- |
| 1,690  | 45.095                  | 4,97                | Entre A-6 y M-50                                                            |
| 4,080  | 37.480                  | 4,54                | Entre la urbanización La Chopera y M-50                                     |
| 6,590  | 26.422                  | 4,51                | Entre la urbanización La Chopera y Galapagar                                |
| 12,400 | 17.185                  | 5,70                | Entre el alto del puerto de Galapagar y entrada a urbanización              |
| 15,400 | 13.919                  | 5,89                | Entre Galapagar y la intersección con M-510                                 |
| 18,800 | 10.836                  | 6,30                | Entre acceso a urbanización Los Arroyos y 1ª glorieta travesía de Galapagar |
| 24,090 | 8.455                   | 4,22                | Entre M-600 (El Escorial) y Galapagar                                       |
| 32,120 | 5.425                   | 8,98                | Entre la variante de la Herrería y la intersección con M-600                |
| 34,040 | 8.360                   | 4,26                | Entre la variante de La Herrería y el Puerto de la Cruz Verde               |
| 37,110 | 4.528                   | 4,06                | Entre el Puerto de la Cruz Verde y la intersección con M-535                |
| 38,530 | 3.641                   | 5,96                | Entre la intersección con M-535 y La Paradilla                              |